# Petrádes (Évros)
Petrádes (grec moderne : Πετράδες) est une localité située dans le dème de Didymotique, dans le district régional d'Évros, dans la periphérie de Macédoine-Orientale-et-Thrace, en Grèce.
Selon le recensement de 2021, la localité compte 139 habitants.